# Deuxième Vie
Pour plus de détails, voir Fiche technique et Distribution.
Deuxième Vie est un film français réalisé par Patrick Braoudé, sorti en 2000.

## Synopsis
1982. Coupe du monde France - Allemagne. La France est battue aux pénaltys, après avoir mené 3-1 pendant les prolongations : c'est un drame national.
Vincent, la trentaine, est un homme immature. Lorsque Laurie, la femme qu'il aime, lui demande de fonder une famille, Vincent est incapable de prendre une décision. Il éprouve également du mal à se décider lors de la reprise du commerce familial, de l'association avec Forsan, son ami d'enfance, ou encore de l'achat d'une simple paire de chaussures. Le soir même, il est victime d'un accident de voiture qui le catapulte 16 ans plus tard, le 12 juillet 1998. Nous sommes au soir de la victoire en Coupe du monde 1998 en France contre le Brésil : c'est la folie en France et à Paris. Vincent passe pour un fou et a quelques difficultés à maîtriser le fait que Jacques Chirac soit Président et que les cybercafés soient à la mode. Son père a vendu le magasin contre une pizzeria et Ronnie est devenu leur chauffeur. Vincent a également du mal lorsqu'il se découvre en couple avec Sonia, père de famille et PDG capitaliste ignoble. Son fils Cédric lui voue une haine sans limites et il reste troublé par la beauté de sa fille Marina. Étant devenu tout ce qu'il haïssait en 1982 et ayant perdu Laurie et ses amis, Vincent va tout tenter pour retourner en arrière.

## Fiche technique
- Titre : Deuxième Vie
- Réalisation : Patrick Braoudé
- Scénario : Patrick Braoudé et Francis Palluau
- Production : Patrick Braoudé, Gérard Gaultier et Yves Marmion
- Musique : Jacques Davidovici
- Photographie : Philippe Pavans de Ceccatty
- Montage : Catherine Renault
- Décors : Emmanuel Sorin
- Costumes : Corinne Jorry et Paule Mangenot
- Pays d'origine :  France
- Format : couleurs - 1,85:1 - DTS - 35 mm
- Genre : comédie, fantastique
- Durée : 100 minutes
- Dates de sortie : 25 octobre 2000 (France), 29 novembre 2000 (Belgique)

## Distribution
- Patrick Braoudé : Vincent
- Maria de Medeiros : Laurie
- Isabelle Candelier : Sonia
- Daniel Russo : Ronny
- Gad Elmaleh : Lionel
- Élie Semoun : Steve Michaud
- Thierry Lhermitte : Forsan
- Sonia Vollereaux : Carole
- Wojciech Pszoniak : le père de Vincent
- Ginette Garcin : Henriette
- Anne Abel : Marina
- Jimmy Redler : Cédric
- Malik Zidi : le serveur du cybercafé
- Christophe Landeau : l'homme de la cabine du téléphone